# Hermanas Benedictinas Olivetanas
La Federación de Hermanas Benedictinas Olivetanas (oficialmente en inglés: Congregation of Olivetan Benedictine Sisters; cooficialmente en alemán: Olivetaner-Benediktinerinnen), también conocida como Federación Olivetana de la Santa Cruz, es una federación benedictina, formada por dos congregaciones autónomas femeninas (una suiza y otra coreana), de vida apostólica y de derecho pontificio, cuyo origen se halla en la fundación de Josef Leonz Blum, en Cham (Suiza), en 1862. A las religiosas de este instituto se les conoce como hermanas benedictinas olivetanas y posponen a sus nombres las siglas O.S.B.Oliv.

## Historia
La congregación tiene su origen en el convento de Cham, Suiza, fundado en 1853, por las Hermanas de la Divina Providencia, el cual, con la ayuda de Josef Leonz Blum se separó de la congregación central y formó un instituto separado, el 24 de agosto de 1862. El 11 de septiembre de 1892 se agregó a la Congregación Olivetana de la Orden de San Benito, con la intención de abrir las puertas a las misiones. La primera misión se abrió en Yanji (Manchuria), en 1931, pero con la implantación del régimen comunista en China, las monjas tuvieron que buscar refugio en el vecino Corea del Sur. Por decretum laudis, del 11 de octubre de 1963 recibió la aprobación pontificia. En 1981 se estableció la Federación de la Santa Cruz, que une dos congregaciones independientes la de Cham (Suiza) y la de Busan (Corea del Sur).

## Organización
La Federación de Hermanas Benedictinas Olivetanas es un instituto religioso pontificio formado por dos congregaciones autónomas, una con casa madre en Cham (Suiza) y otra con casa madre en Busan (Corea del Sur).
Las benedictinas olivetanas se dedican a las misiones, especialmente a la educación de la juventud y a la protección de la infancia, viven según la Regla de san Benito y visten el hábito tradicional benedictino. En 2015, el instituto contaba con unas 523 religiosas y 107 conventos, presentes en Corea del Sur y Suiza.